# Jean Batten
Jean Batten, född 15 september 1909, död 22 november 1982, var en nyzeeländsk flygare. Hon föddes i Rotorua, Nya Zeeland, och blev internationellt känd på 1930-talet genom en rad långflygningar, bland annat sträckan England-Australien 1934 och första ensamflygningen England-Nya Zeeland 1936.
Hon har bland annat utgett Solo Flight, 1934, och självbiografin My life (1938, svensk översättning Ovan molnen samma år).

## Biografi
Jean Batten föddes som enda dotter till tandläkare Frederick Harold Batten och hans fru Ellen (Nellie) Blackmore. Familjen flyttade till Aukland 1913 där Batten gick i flickskola. Fadern mobiliserades under första världskriget och när han återvände 1919 skiljdes föräldrarna. Batten bodde hos sin mor och efter examen från ett  college i Remuera läste hon till sekreterare och utbildade sig inom dans och musik.
År 1930 reste hon och modern med båt till Storbritannien där hon tog flyglektioner. Hon lånade pengar av Fred Truman, en ung nyzeeländsk pilot, för att kunna ta ett kommersiellt flygcertifikat och sade sedan upp bekantskapen med honom. Hon övertalade Victor Dorée, en annan manlig bekant, att köpa en 
de Havilland Gipsy Moth åt henne och i april 1933 satte hon kurs mot Australien. Efter ha tvingats nödlanda i sandstorm på två platser i Irak kraschlandade hon i närheten av Karachi men klarade sig utan skador.
Hon reste tillbaka till London och försökte att få Dorée att köpa ett nytt flygplan. När han vägrade sade hon upp bekantskapen och letade upp en annan sponsor. I april 1934 flög hon åter mot Australien, nu i en begagnad Gipsy Moth, men kom inte längre än till Rom där hon kraschlandade med tom tank. Hon lät   reparera planet och den 8 maj satte hon åter kursen österut och nu lyckades det. Hon slog den engelska piloten Amy Johnsons rekord på sträckan med mer än fyra dygn och blev snabbt känd i hela världen.
Sponsrad av oljebolaget Castrol flög hon runt i Australien och Nya Zeeland, alltid i sällskap med sin kattunge Buddy. Efter flera rekordflygningar slog hon sig ned på Teneriffa tillsammans med modern. 
Efter moderns död flyttade Batten till Mallorca 1982 där hon  avled i ensamhet efter att ha blivit biten av en hund. Hennes identitet kunde inte fastställas då hon hittades så hon begravdes i en anonym massgrav.

## Eftermäle
2016 uppmärksammade Google Doodle hennes 107:e födelsedag. Nedslagskratern Batten på planeten Venus och en gejser på Nya Zeeland är uppkallade efter henne.

## Flygningar
- 1934 – England – Australien (rekord för kvinnor). 16.900 kilometer på 4 dagar, 22 timmar, 30 minuter, och slog Amy Johnson rekord med över fyra dagar.[9]
- 1935 – Australien – England. 17 dagar, 15 timmar. Första kvinnan med tur- och retur-resa.[9]
- 1935 – England – Brasilien. 8.000 km på 61 timmar, 15 minuter, världsrekord oavsett flygplanstyp. Även snabbaste passagen av Sydatlanten (Västafrika – Brasilien), 13 timmar, 15 minuter, och första kvinnan på rutten England – Sydamerika.[9]
- 1936 – England – Nya Zeeland. Världsrekord oavsett flygplanstyp. 22.891 km på 11 dagar, 45 minuter, med 2,5 dagar i Sydney.[9]
- 1937 – Australien – England. Sista långflygningen. 5 dagar, 18 timmar. Batten hade nu rekorden i båda riktningarna.[9]